# Hemigellius pachyderma
Hemigellius pachyderma är en svampdjursart som beskrevs av Burton 1932. Hemigellius pachyderma ingår i släktet Hemigellius och familjen Niphatidae. Inga underarter finns listade i Catalogue of Life.